# Януш Ледуховський
Граф Януш Ледуховський (пол. Janusz Ledóchowski; 1808 — 1 лютого 1894, Смордва) — представник роду Ледуховських, гербу Шалава, маршалок дубненський.

## Життєпис
Син Вінсента Ледуховського, маршалка дубненського і Анни Гленбоцької.
Дідич Смордви, у 1850-1860-х р.р. ґрунтовно перебудував Палац у Смордві, залучивши до роботи над маєтком відомого архітектора Генрика Марконі. Саме в результаті перебудови палац отримав неповторні архітектурні риси.
Граф Януш Ледуховський мав дружину Анелю Малинську (пом.1898) і дітей Марію, Юлію, Петра Августа, Владислава (пом.1894), Леона, Міхала (пом.1906 р. у Смордві) (спадкоємця Смордви і Бужан), Гелену. Онук Януша, син Михала, гр. Олександр (1880 р.н.), успадкував Смордву, був усиновлений кардиналом Мечиславом Ледуховським.